# Hermann-Lietz-Schulen
Als Hermann-Lietz-Schulen werden vier deutsche Landerziehungsheime bezeichnet, deren Erziehungsmethodik auf den Vorstellungen des Pädagogen Hermann Lietz (1868–1919) basiert.

## Struktur
Nach den Vorgaben ihres Gründers Hermann Lietz mit Gründungen seit dem Jahr 1898 beruht die Erziehung und die Schulstruktur in den Landerziehungsheimen dabei auf der ganzheitlichen Erziehung nach dem Motto von Johann Heinrich Pestalozzi „mit Kopf, Herz und Hand“. Eine tragende Säule der Lietz-Schulen ist, neben dem normalen Fachunterricht, die „Heimfamilie“, eine Gruppe von ca. 8–10 Schülern, die mit einem Lehrer oder einer Lehrerin zusammen leben und arbeiten. Die erzieherische Arbeit durch die Lehrer in der Heimfamilie beruht auf Vertrauen, Toleranz, Verantwortung und der Vorbildfunktion der Älteren. Eine weitere tragende Säule sind die außerunterrichtlichen, nicht benoteten „Gilden“, sowie die verpflichtende „Praktische Arbeit“ zur Aufrechterhaltung des Internatsbetriebes.

## Organisation
Der Unterricht orientiert sich einerseits an den staatlichen Richtlinien, trägt aber andererseits auch den Anforderungen der sich ständig verändernden Arbeitswelt Rechnung. Zum üblichen Angebot an Leistungskursen bietet man in der Oberstufe in Schloss Bieberstein einen Leistungskurs Wirtschaftswissenschaften an. In allen vier Schulen werden moderne Medien als interaktive und innovative Lernsysteme eingesetzt.

## Schulen

### Bestehende Hermann-Lietz-Schulen
Es gibt derzeit vier Hermann-Lietz-Schulen, davon sind drei der Stiftung Deutsche Landerziehungsheime angeschlossen:
- Hermann Lietz-Schule Spiekeroog, gegründet 1928 als Landerziehungsheim auf der Nordseeinsel Spiekeroog
- Hermann-Lietz-Schule Haubinda, gegründet 1901 als Landerziehungsheim in Haubinda (Thüringen)
- Hermann-Lietz-Schule Schloss Bieberstein, gegründet 1904 als Landerziehungsheim im Schloss Bieberstein in Hessen
- Hermann-Lietz-Schule Schloss Hohenwehrda im Schloss Hohenwehrda in Hessen, gegründet 1941

### Ehemalige Hermann-Lietz-Schulen
- Landschulheim Grovesmühle, als Landwaisenheim Grovesmühle von Hermann Lietz 1914 gegründetes Landschulheim wurde 1995 wiedereröffnet. Es liegt im heutigen Veckenstedt, Nordharz (Sachsen-Anhalt).

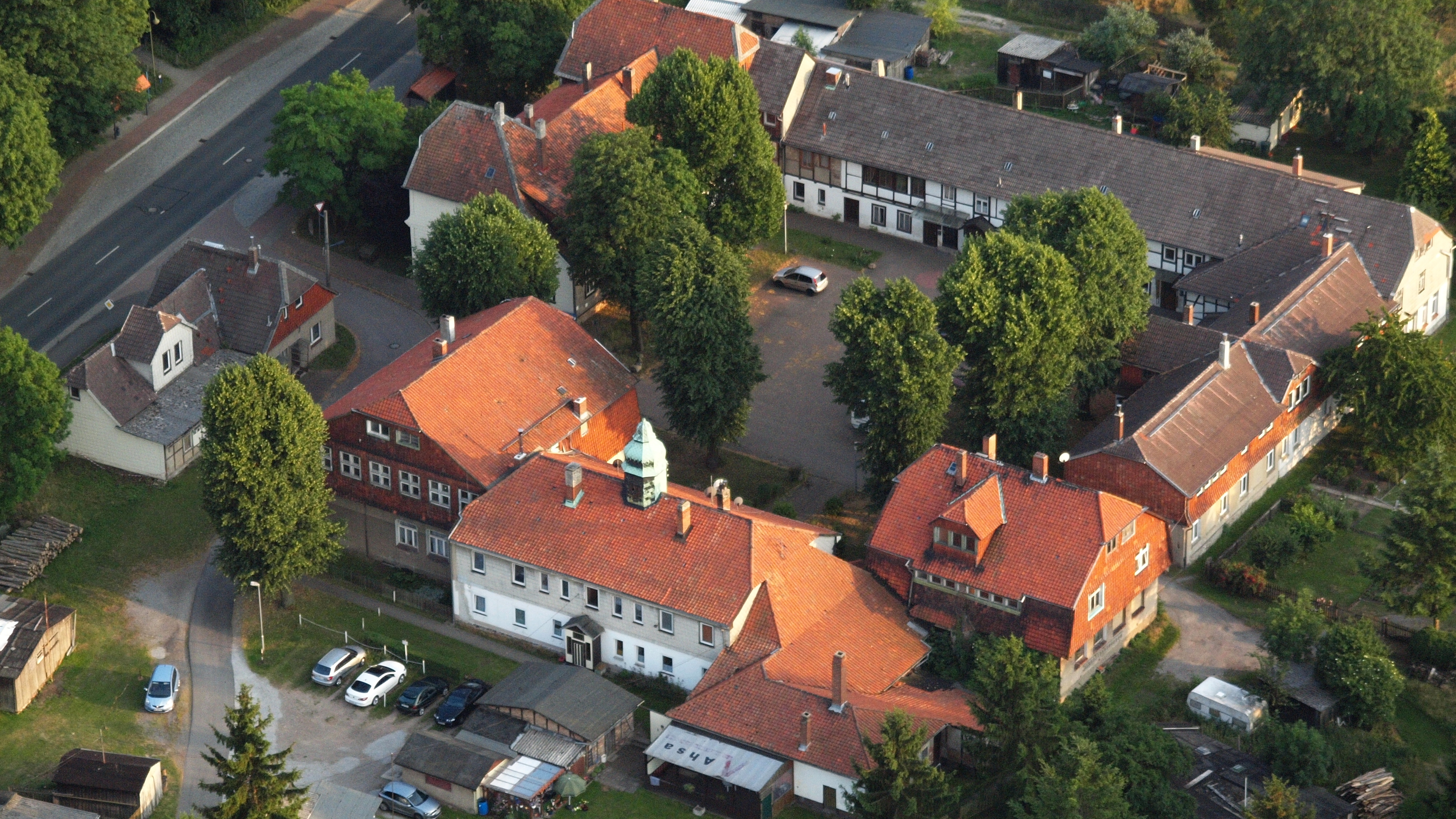
Pulvermühle, ehem. Hermann-Lietz-Schule

- Hermann-Lietz-Landerziehungsheim Ilsenburg/Harz: Das erste Landerziehungsheim befand sich vom 28. April 1898 bis 1923 in der Pulvermühle in Ilsenburg/Harz.

- Hermann-Lietz-Landerziehungsheim Schloss Gebesee: Das Landerziehungsheim Schloss Gebesee wurde 1923 im Tausch gegen das Landerziehungsheim Pulvermühle in  Ilsenburg von der Kupferbergwerksgesellschaft in Ilsenburg/Harz erworben. Der Unterricht wurde  vom 28. April 1923 bis zur Umbenennung in „Landesinternatsschule Gebesee über Erfurt“ im Jahr 1948 bzw. bis zur Auflösung des Internats am 31. August 1951 durch die DDR-Behörden nach den Prinzipien einer Hermann-Lietz-Schule durchgeführt. Nach der DDR-Zeit wurde ab 1990 versucht, an die alten Traditionen anzuknüpfen. Die Schule heißt seit 2008 „Internat Schloss Gebesee – Gemeinnützige GmbH“.[1]
- Hermann-Lietz-Schule Schloss Buchenau
- Hermann-Lietz-Schule Ettersburg